# Janne Swedberg
Johan "Janne" Swedberg, född 16 februari 1804, var en svensk silhuettklippare verksam vid början av 1800-talet.
I Allmänna journalen meddelades 1818 att en moderlös gosse boende på Regeringsgatan, i hus nr 7 i kvarteret Jakob större i Stockholm (senare Oscar Bergs konditori), framställde utklippningar i papper vilka då de belystes med ljus framkallade föremål på väggen. Det uppgavs att uppfinningen hade kommit från Paris. I Nordiska museet finns några av Swedbergs klipp och A. Sjögren vid museet fann vid experiment att bilderna genom de halvskuggor som uppstod vid klippens konturer gav bilderna en målerisk verkan när de belystes mot en vägg.
Swedberg var fosterbarn hos den franske språkmästaren Louis Joseph d'Aries.